# Palio della Balestra

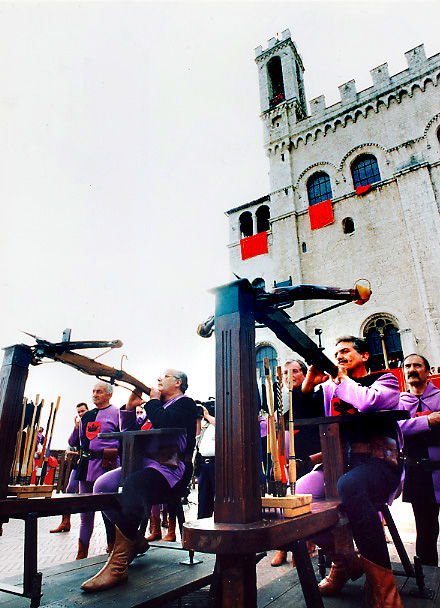
Balestrieri della città di Gubbio in Piazza Grande

Il Palio della Balestra è una manifestazione storica che si disputa ininterrottamente dal XV secolo, tra le città di Sansepolcro  e Gubbio.

## Il Palio della Balestra
Con il termine di "Palio" si indica quel tipo di gare che, sin dal Medioevo, vedevano come premio una pezza di panno pregiato. In molte città il Palio si legò alla tradizionale corsa dei cavalli, mentre in altre il nome fu abbinato alla disputa di gare di tiro con la balestra o con l'arco.
Il Palio della Balestra è attualmente disputato l'ultima domenica di maggio a Gubbio e la seconda domenica di settembre a Sansepolcro. Tale manifestazione, alle cui regole si rifanno altre competizioni di tiro con la balestra "grossa" che si tengono in oltre venti città d'Italia, si svolge ininterrottamente dal XV secolo. Viene organizzato dalla Società Balestrieri di Gubbio e dalla Società Balestrieri di Sansepolcro, nel quadro delle feste in onore dei rispettivi santi protettori, il patrono della città umbra Sant'Ubaldo e il santo fondatore di quella toscana Sant'Egidio.
La gara consiste nel centrare il bersaglio, detto corniolo o tasso, con una freccia scagliata da una balestra a una distanza di 36 metri. Fa da cornice al Palio il corteo storico con oltre quattrocento figuranti che vestono costumi medioevali (Gubbio) e rinascimentali (Sansepolcro), questi ultimi realizzati in base agli affreschi del biturgense Piero della Francesca.

### Storia del Palio della Balestra a Gubbio
Il fascino che emanava l'arma del tempo è stata la molla per la quale a Gubbio i giovani fin da prima del sec. XIV si cimentavano fra loro nel tiro a bersaglio con la balestra.
Il più antico documento dove si fa parola del Palio della Balestra a Gubbio risale al 1461. È un brano della Cronaca di Ser Silvestri Angelelli Manni de Campionibus, biografo del Duca Federico da Montefeltro.
Nel brano si racconta della visita a Gubbio di Madonna Battista Sforza, moglie del Duca, che il 17 maggio 1461 andò a vedere balestrare il Palio in Piazza Grande.
"...In quisto anno fo la festa dè santo Ubaldo, de sabato. Foro facte le compagnie, che foro cinque quelle che levaro capo: Corona, santa Croce, Sole, Fonte de Fosso, et santo Pietro. Foro stimati fossero gioveni VJ° et più. Foro facte grandissime feste, benché cie fossero gare. La domenica se balestrò el palio, et la compagnia de sancta Crocie andò con molte donne a fare compagnia a madonna Batista Sforza la quale andò vedere balestrare. Stecte in Santa Crocie. Da poi andò con tucti li soi a cena a casa de mastro Pietro e fratelli di Pamphilii. Fo grande et bello convito...".
Nel 1508 si fa riferimento a edizioni precedenti: "...Item ch'el Palio che se Balestra nella festa de S.to Ubaldo sia de quindece braccia, commeera consueto; et de panno recipiente. Placet...".
Il documento più antico finora rinvenuto, in cui siano stati elencati i "Capitoli da osservarsi nel tirare delle Frezze o Balestre nella Festa del gloriosissimo Patre e Protettore nostro, S. Ubaldo" è del 1650.
Il primo "Statuto per il buon regolamento del giuoco delle Balestre" è datato 27 giugno 1729, successivamente modificato il 26 maggio 1748.
Nel 1925 il notaio Lamberto Marchetti, podestà di Gubbio, istituì i "Capitoli della Società dei Balestrieri della città di Gubbio".
La Società Balestrieri ha sede presso lo storico Palazzo del Bargello in Gubbio.
Presso la sede del Palazzo del Bargello è possibile visitare l'esposizione della Balestra che custodisce una collezione di balestre storiche, numerosi Palii vinti, le onorificenze ricevute dai Balestrieri di Gubbio, costumi storici, stemmi ed altri armi antiche.

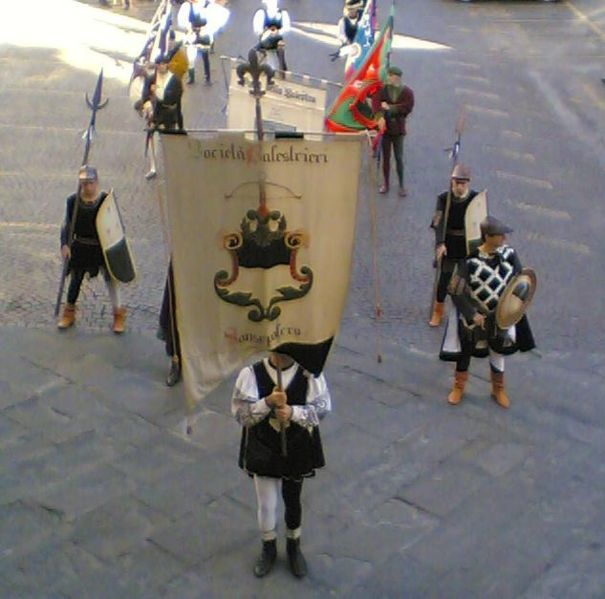
L'ingresso in Piazza Torre di Berta del Corteo Storico biturgense.

### Storia del Palio della Balestra a Sansepolcro
Il Palio della Balestra a Sansepolcro si celebra ininterrottamente dalla metà del XV secolo, ma fonti storiche attendibili affermano che tale disputa avveniva anche antecedentemente, difatti si ritrovano antichi scritti che parlano del Palio solito.
Nel 1453 Piero della Francesca ritorna nella sua città natale a prendere in possesso una delle 160 balestre di proprietà comunale, atte alla difesa della città e quindi per gareggiare il Palio. I balestrieri (liberi cittadini) per mantenersi in allenamento e quindi pronti alla difesa della città (come riserva militare), si allenavano costantemente nell'arte del balestrare, gareggiando il Palio. Al vincitore andava in premio un pezzo di lana rosso (pallium).
Il 6 e il 7 ottobre 1520, prima i Magnifici Conservatori poi il Consiglio dei Sessanta del Popolo, stabiliscono che d’ora in poi, ogni anno, il giorno 23 settembre, «per memoria e recordantia d’haver havuto il vescovo e facto la terra nostra ciptà», cioè per la creazione della diocesi di Sansepolcro da parte di papa Leone X avvenuta il 17 settembre 1520, si dovrà giocare un palio con in premio un panno per un paio di calze.
Il 27 settembre 1612 il granduca Cosimo II de' Medici è in visita a Sansepolcro dove fu accolto con grandi festeggiamenti dalla nobiltà locale e dalla città intera. Per l'occasione venne celebrato un Palio della Balestra Straordinario in cui il granduca volle cimentarsi dando prova di grande abilità. Di tale avvenimento sono stati tramandate ai posteri molte notizie. Il principe stabilì che fosse stanziato d'ora in poi 100 lire per il Palio che dovevano provenire dalle gabelle comunali.
Nel 1668 vengono scritti i Capitoli da osservare nel tirare con la balestre per il palio solito, ovvero le regole del tiro con la balestra ancora valide oggi.
Nel 1920 fu nominato presidente onorario della società Balestrieri di Sansepolcro Umberto II di Savoia.
Nel 2011 l'astronauta Roberto Vittori, residente a Sansepolcro, ha portato nell'ultima missione dello Space Shuttle Endeavour STS-134 una piccola balestra creata da artigiani biturgensi, finemente decorata e denominata Petra de Burgo, nome ispirato a Piero della Francesca (che era solito firmarsi "Petro de Burgo"), in omaggio alla storica manifestazione della sua città. La piccola balestra fu riconsegnata alla Società Balestreri Sansepolcro in Piazza Torre di Berta, durante la cerimonia di apertura del Palio della Balestra dell'11 settembre 2011. Edizione vinta da Giacomo Panichi.
Nel 2012, il giorno 1º settembre, si è disputato un Palio straordinario in occasione del millenario della città e della cattedrale di Sansepolcro.

### Poesia
Salvatore Quasimodo nel 1965 scrisse la poesia "Balestrieri Toscani" appositamente dedicata alla Società Balestrieri di Sansepolcro durante una sua visita nella città pierfrancescana.

## Albo d'Oro dal 1950
Dal 1950 il Palio della Balestra si disputa in costume storico, mentre precedentemente i balestrieri gareggiavano in abiti borghesi.
| VINCITORE PALIO GUBBIO | VINCITORE PALIO GUBBIO            | VINCITORE PALIO GUBBIO | VINCITORE PALIO SANSEPOLCRO | VINCITORE PALIO SANSEPOLCRO       | VINCITORE PALIO SANSEPOLCRO |
| 18/05/1950             | Barbetti Elvio                    | Gubbio                 | 1950                        | Barbetti Elvio                    | Gubbio                      |
| 27/05/1951             | Rossi Giuseppe Maria              | Gubbio                 | 1951                        | Guidobaldi Aleardo                | Sansepolcro                 |
| 18/05/1952             | Parronchi Romeo                   | Gubbio                 | 1952                        | Guidobaldi Rosvindo I             | Sansepolcro                 |
| 29/06/1953             | Casagrande Luigi                  | Gubbio                 | 1953                        | Guidobaldi Rosvindo I             | Sansepolcro                 |
| 30/05/1954             | Morotti Giuseppe                  | Gubbio                 | 1954                        | Belardi Virgilio                  | Gubbio                      |
| 29/05/1955             | Guidobaldi Rosvindo I             | Sansepolcro            | 1955                        | Barbetti Angelo                   | Gubbio                      |
| 17/05/1956             | Niri Omero                        | Gubbio                 | 1956                        | Marchetti Franco                  | Gubbio                      |
| 26/05/1957             | Marchetti Franco Filippo          | Gubbio                 | 1957                        | Farneti Flaminio                  | Gubbio                      |
| 24/08/1958             | Faramelli Giuseppe                | Gubbio                 | 1958                        | Parronchi Romero                  | Sansepolcro                 |
| 14/06/1959             | Fabbri Luigi                      | Sansepolcro            | 1959                        | Lauri Giuseppe                    | Gubbio                      |
| 29/05/1960             | Angeletti Franz                   | Gubbio                 | 1960                        | Parronchi Romero                  | Sansepolcro                 |
| 09/07/1961             | Guidobaldi Aleardo                | Sansepolcro            | 1961                        | Chimenti Athos                    | Sansepolcro                 |
| 27/05/1962             | Guidobaldi Aleardo                | Sansepolcro            | 1962                        | Tricca Vittorio                   | Sansepolcro                 |
| 26/05/1963             | Franceschini Francesco            | Sansepolcro            | 1963                        | Mariotti Carlo                    | Gubbio                      |
| 1964                   | Il Palio non fu disputato         |                        | 1964                        | Il Palio non fu disputato         |                             |
| 13/06/1965             | Franceschini Francesco            | Sansepolcro            | 1965                        | Minelli Luigi                     | Gubbio                      |
| 29/06/1966             | Gavirati Gianfranco               | Gubbio                 | 1966                        | Borsini Pio                       | Gubbio                      |
| 28/05/1967             | Brugnoni Bruno                    | Sansepolcro            | 1967                        | Tricca Vittorio                   | Sansepolcro                 |
| 26/05/1968             | Barbetti Dante                    | Gubbio                 | 1968                        | Tricca Mario                      | Sansepolcro                 |
| 25/05/1969             | Minelli Luigi                     | Gubbio                 | 1969                        | Trappoloni Franco                 | Sansepolcro                 |
| 31/05/1970             | Gavirati Gianfranco               | Gubbio                 | 1970                        | Mencarelli Nazzareno              | Gubbio                      |
| 30/05/1971             | Massi Paolo                       | Sansepolcro            | 1971                        | Cipiciani Alessandro              | Gubbio                      |
| 28/05/1972             | Tricca Mario                      | Sansepolcro            | 1972                        | Mariotti Lucio                    | Gubbio                      |
| 27/05/1973             | Mariotti Carlo                    | Gubbio                 | 1973                        | Chimenti Saverio                  | Sansepolcro                 |
| 26/05/1974             | Martinelli Averardo               | Sansepolcro            | 1974                        | Barbetti Angelo                   | Gubbio                      |
| 25/05/1975             | Cipiciani Alessandro              | Gubbio                 | 1975                        | Barbetti Angelo                   | Gubbio                      |
| 30/05/1976             | Cipiciani Alessandro              | Gubbio                 | 1976                        | Martinelli Averardo               | Sansepolcro                 |
| 29/05/1977             | Procacci Gianfranco               | Gubbio                 | 1977                        | Martinelli Averardo               | Sansepolcro                 |
| 28/05/1978             | Martinelli Averardo               | Sansepolcro            | 1978                        | Panichi Silvio                    | Sansepolcro                 |
| 27/05/1979             | Casini Dario                      | Sansepolcro            | 1979                        | Chimenti Duilio                   | Sansepolcro                 |
| 25/05/1980             | Gherardi Mario                    | Sansepolcro            | 1980                        | Trappoloni Franco                 | Sansepolcro                 |
| 31/05/1981             | Orlandi Ubaldo - Gherardi Mario   | Pari merito            | 1981                        | Chimenti Duilio                   | Sansepolcro                 |
| 30/05/1982             | Grasselli Giancarlo               | Gubbio                 | 1982                        | Paffi Pietrangelo                 | Gubbio                      |
| 29/05/1983             | Trappoloni Franco                 | Sansepolcro            | 1983                        | Marsili Leo                       | Gubbio                      |
| 27/05/1984             | Carletti Franco                   | Gubbio                 | 1984                        | Martinelli Averardo               | Sansepolcro                 |
| 26/05/1985             | Carletti Franco                   | Gubbio                 | 1985                        | Rossi Fabio                       | Sansepolcro                 |
| 25/05/1986             | Mancini Claudio                   | Gubbio                 | 1986                        | Rossi Fabio                       | Sansepolcro                 |
| 31/05/1987             | Costi Alfredo                     | Gubbio                 | 1987                        | Lazzerini Luciano                 | Sansepolcro                 |
| 29/05/1988             | Costi Francesco                   | Gubbio                 | 1988                        | Casini Dario                      | Sansepolcro                 |
| 28/05/1989             | Meozzi Moreno                     | Sansepolcro            | 1989                        | Chimenti Duilio                   | Sansepolcro                 |
| 27/05/1990             | Bicchielli Giampiero              | Gubbio                 | 1990                        | Orlandi Ubaldo                    | Gubbio                      |
| 26/05/1991             | Chimenti Duilio                   | Sansepolcro            | 1991                        | Alessandrini Francesco "Graziano" | Sansepolcro                 |
| 31/05/1992             | Meozzi Moreno                     | Sansepolcro            | 1992                        | Orlandi Ubaldo                    | Gubbio                      |
| 30/05/1993             | Casini Dario                      | Sansepolcro            | 1993                        | Costi Alfredo                     | Gubbio                      |
| 29/05/1994             | Alessandrini Francesco "Graziano" | Sansepolcro            | 1994                        | Casini Dario                      | Sansepolcro                 |
| 28/05/1995             | Pancrazi Mario                    | Sansepolcro            | 1995                        | Mariotti Carlo                    | Gubbio                      |
| 26/05/1996             | Cestelli Alessandro               | Sansepolcro            | 1996                        | Radicchi Rodolfo                  | Gubbio                      |
| 25/05/1997             | Brugoni Franco                    | Sansepolcro            | 1997                        | Coccia Andrea                     | Gubbio                      |
| 31/05/1998             | Meozzi Moreno                     | Sansepolcro            | 1998                        | Meozzi Moreno                     | Sansepolcro                 |
| 30/05/1999             | Gherardi Alessandro               | Sansepolcro            | 1999                        | Bedini Massimo                    | Gubbio                      |
| 28/05/2000             | Gherardi Alessandro               | Sansepolcro            | 2000                        | Romolini Federico                 | Sansepolcro                 |
| 27/05/2001             | Baciotti Mario                    | Gubbio                 | 2001                        | Bedini Massimo                    | Gubbio                      |
| 26/05/2002             | Pasquini Marcello                 | Gubbio                 | 2002                        | Romolini Federico                 | Sansepolcro                 |
| 25/05/2003             | Rogari Gabriele                   | Gubbio                 | 2003                        | Gherardi Paolo                    | Sansepolcro                 |
| 30/05/2004             | Baciotti Alessandro               | Gubbio                 | 2004                        | Leonardi Alessio                  | Sansepolcro                 |
| 29/05/2005             | Mencarelli Nazzareno              | Gubbio                 | 2005                        | Bicchielli Giampiero              | Gubbio                      |
| 28/05/2006             | Rossi Marco                       | Sansepolcro            | 2006                        | Bedini Massimo                    | Gubbio                      |
| 27/05/2007             | Cestelli Alessandro               | Sansepolcro            | 2007                        | Bicchielli Giampiero              | Gubbio                      |
| 25/05/2008             | Rogari Gabriele                   | Gubbio                 | 2008                        | Dell'Omarino Lorenzo              | Sansepolcro                 |
| 31/05/2009             | Rogari Gabriele                   | Gubbio                 | 2009                        | Dell'Omarino Lorenzo              | Sansepolcro                 |
| 30/05/2010             | Boncompagni Claudio               | Sansepolcro            | 2010                        | Casini Dario                      | Sansepolcro                 |
| 29/05/2011             | Angeloni Daniele                  | Gubbio                 | 11/09/2011                  | Panichi Giacomo                   | Sansepolcro                 |
| 27/05/2012             | Bicchielli Giampiero              | Gubbio                 | 2012                        | Mencarelli Nazzareno              | Gubbio                      |
| 26/05/2013             | Rogari Gabriele                   | Gubbio                 | 2013                        | Morelli Guido                     | Gubbio                      |
| 25/05/2014             | Forti Giuseppe                    | Gubbio                 | 2014                        | Cornioli Mauro                    | Sansepolcro                 |
| 31/05/2015             | Piccotti Giammarco Isaia          | Gubbio                 | 2015                        | Rogari Gabriele                   | Gubbio                      |
| 30/05/2016             | Baldi Gian Luca                   | Sansepolcro            | 2016                        | Zanchi Viviano - Morelli Guido    | Pari merito                 |
| 28/05/2017             | Bicchielli Giampiero              | Gubbio                 | 2017                        | Baldi Gian Luca                   | Sansepolcro                 |
| 27/05/2018             | Baldi Gian Luca                   | Sansepolcro            | 2018                        | Bicchielli Giampiero              | Gubbio                      |
| 26/05/2019             | Baciotti Vittorio                 | Gubbio                 | 2019                        | Bicchielli Giampiero              | Gubbio                      |
| 14/08/2020             | Radicchi Rodolfo                  | Gubbio                 | 13/09/2020                  | Cestelli Andrea                   | Sansepolcro                 |
| 25/07/2021             | Orlandi Ubaldo                    | Gubbio                 | 12/09/2021                  | Romolini Federico                 | Sansepolcro                 |
| 29/05/2022             | Guerrini Guadagni Elia            | Sansepolcro            | 11/09/2022                  | Bergamaschi Gianni                | Sansepolcro                 |
| 28/05/2023             | Guerrini Guadagni Elia            | Sansepolcro            | 10/09/2023                  | Vagnarelli Simone                 | Gubbio                      |
| 26/05/2024             | Bartolini Emanuele                | Gubbio                 | 08/09/2024                  | Goretti Alessandro                | Sansepolcro                 |
| 18/05/2025             | Cima Tommaso                      | Sansepolcro            |                             |                                   |                             |

Si sono disputati anche 2 Palii straordinari a Sansepolcro: nel 1994 (abbinato alla Lotteria Nazionale assieme alla Giostra del Saracino) e nel 2012 (in occasione del millenario della Cattedrale e della città di Sansepolcro) entrambi vinti da Sansepolcro rispettivamente con Giovanni Cesarini e Dario Casini.

## Torneo BAI (Balestra Antica all'Italiana)
Il 6 luglio 2014 si è tenuta la prima edizione del torneo BAI: Balestra Antica all'Italiana. Il torneo vede la compagine eugubina e quella biturgense sfidarsi in 4 sessioni di qualificazioni ed in una gara finale. A differenza del Palio in cui tutti i balestrieri tirano in un unico bersaglio, questa nuova competizione, disputata in abiti civili e non in costume storico, vede i tiratori scagliare le loro frecce ognuno in un proprio bersaglio. Dopo la serie di tiri di qualificazione emergono i migliori 20 balestrieri di ogni società, che si sfidano per decretare la squadra vincitrice. Tra di loro i migliori 5 hanno accesso alla finalissima per il collare d'oro: il collare, realizzato appositamente su mandato delle due società dall'orafo biturgense Claudio Boncompagni, ex maestro d'armi dei balestrieri del Borgo, vuole essere l'emblema di una rafforzata unità tra le compagini: esso infatti rappresenta i Santi protettori di Gubbio e Sansepolcro, i simboli dei quartieri di Gubbio e dei rioni di Sansepolcro, tutti uniti da balestre e verrette, a simboleggiare come la Balestra unisca le due città in spirito di amicizia e nel segno della continuità di una ininterrotta storia secolare che appartiene solo alle città del Palio della Balestra.
Nella prima edizione del torneo il collare è stato vinto da Franco Trappoloni per la società di Sansepolcro, che ha vinto anche la competizione a squadre. La seconda edizione ha visto il trionfo del balestriere eugubino Piero Sannipoli, ma la squadra campione è stata quella di Sansepolcro. Nel 2016 il Torneo ha visto la Società Balestrieri di Gubbio vincere il titolo a squadre, mentre il balestriere Claudio Boncompagni per la società Balestrieri di Sansepolcro ha vinto il collare d'oro. Il 2017 ha visto la partecipazione anche della compagnia dei balestrieri della città di Assisi, il torneo si è svolto nella città di Gubbio che ha vinto sia a squadre che nel singolo con il balestriere Mancini Alessandro.

## Personaggi legati al Palio della Balestra
- Sant'Ubaldo Baldassini
- Piero della Francesca
- Cosimo II de' Medici
- Battista Sforza
- Umberto II di Savoia
- Roberto Vittori
- Salvatore Quasimodo